# Campos de trabalho forçado na Bulgária comunista
A Bulgária comunista, como em outros estados do bloco oriental, operou uma rede de campos de trabalhos forçados entre 1944 e 1989, com particular intensidade até 1962. Dezenas de milhares de prisioneiros foram enviados a essas instituições, muitas vezes sem julgamento.

## Contexto
O Exército Vermelho entrou na Bulgária em setembro de 1944 e imediatamente os guerrilheiros, que eram principalmente comunistas e pró-União Soviética, retaliaram. Dezenas de milhares foram executados, incluindo fascistas ativos e membros da polícia política, mas também pessoas que eram simplesmente membros da intelectualidade não comunista, membros das classes profissionais e burguesas. Simplesmente desagradar um quadro comunista pode levar à execução. Esses massacres foram ativamente encorajados por Georgi Dimitrov, que enviou um telegrama de Moscou uma semana após a chegada dos soviéticos em Sofia pedindo "que todos os sinais de patriotismo búlgaro, nacionalismo ou anticomunismo fossem queimados." Em 20 de setembro, o Comitê Central pediu o extermínio da "resistência anticomunista" e dos "contra-revolucionários".
Em outubro de 1944, foi criado um Tribunal Popular. Este tribunal especial proferiu 12.000 sentenças de morte e mais de 2.700 foram executadas. No início de 1945, um decreto governamental permitiu a criação de Centros de Educação para o Trabalho (TVO em búlgaro) que funcionavam como campos de concentração. A decisão foi aprovada por todas as partes da Frente Patria, um movimento de resistência política bolchevique búlgaro, incluindo aquelas cujos membros logo se encontraram nos centros. Uma categoria de presos incluía proxenetas, chantagistas, mendigos e vadios, enquanto a outra incluía todos aqueles julgados como ameaças políticas à estabilidade e segurança do Estado. O poder de executar este decreto coube ao Escritório de Segurança do Estado do Ministério do Interior. Na década seguinte, uma série de leis e decretos fortaleceram os poderes da polícia estadual.
Nem todas as pessoas consideradas indesejáveis pelo regime foram enviadas para campos de trabalhos forçados. A deportação - reassentamento forçado em áreas provinciais distantes - foi outro método empregado. Entre 1948 e 1953, cerca de 25.000 foram deportados.
O primeiro campo de concentração foi estabelecido em novembro de 1944 em Zelendol e nele, em cumprimento às exigências do armistício, foram presos 203 cidadãos da Alemanha e seus aliados.

## Desenvolvimento

### 1945-1949
Os campos de trabalhos forçados operavam em muitos lugares da Bulgária. Os campos foram montados perto de barragens de construção, minas de carvão e em certas áreas agrícolas. Alguns dos mais famosos foram Bobov Dol, Bogdanov Dol, Rositsa, Kutsian, Bosna, Nozharevo e Chernevo.

### 1949–1953
Prisioneiros políticos de outros campos foram reunidos e reagrupados no campo de trabalho forçado de Belene, localizado em Persin (Belene), uma ilha no Danúbio perto da Romênia.

### 1954-1956
As deportações para os campos diminuíram dramaticamente, talvez cessando completamente. No entanto, Belene permaneceu em operação.

### 1956-1959
Vários novos presos vieram para Belene após a Revolução Húngara de 1956 e uma onda de crimes em Sofia no início de 1958. Entre as figuras detidas em Belene durante este período estavam Konstantin Muraviev, o último primeiro-ministro búlgaro a servir antes a Frente da Pátria. golpe de 9 de setembro de 1944.

### 1959–1962
Uma greve de fome de prisioneiros forçou o fechamento de Belene em 1959. Aqueles que não foram libertados (alguns documentos indicam que são 166) foram transferidos para um novo campo em Lovech que fazia fronteira com uma pedreira. Vários milhares eventualmente se juntaram a este grupo original. Em setembro de 1961, cerca de cem prisioneiras foram enviadas para um campo vizinho em Skravena. Naquele novembro, as condições melhoraram notavelmente em Lovech. Na primavera de 1962, o Politburo criou uma comissão, liderada por Boris Velchev, para inspecionar Lovech, que foi encerrada em abril como resultado da visita de sua delegação. Em Lovech e Skravena, 149 presidiários morreram de abuso durante este período.
Lovech, uma cidade no centro-norte da Bulgária, está localizada na fronteira dos Bálcãs. O último e mais difícil dos principais campos de trabalho comunista foi montado perto de uma pedreira abandonada nos arredores da cidade. Até 1959, os campos se espalharam pela Bulgária, mas a maioria foi fechada após a queda de Chervenkov e os prisioneiros foram transferidos para Lovech. O Ministério do Interior, não as autoridades regionais, tinha controle direto sobre o campo. A maioria dos búlgaros não sabia de sua existência, mas tinha uma reputação entre aqueles que haviam incorrido no descontentamento do estado como um lugar do qual nunca se poderia sair vivo.

### 1962–1989
A intensidade da repressão estatal variou durante esses anos. Uma decisão do Politburo em 1962 disse que uma pessoa poderia ser presa e designada para trabalhos forçados sem um julgamento no tribunal. A repressão neste período foi de natureza administrativa e não política, tendo como alvo os acusados de "parasitismo social" ou "moral frouxa", muitas vezes com informações fornecidas por "organizações populares", como os bairros da Frente de la Patria. Na década de 1980, vários turcos búlgaros foram enviados para Belene.
Em 1990, o Partido Comunista Búlgaro estabeleceu uma comissão de inquérito nos campos. Ele descobriu que entre 1944 e 1962 havia aproximadamente 100 campos de trabalhos forçados em um país de 8 milhões de habitantes. Entre 1944 e 1953, cerca de 12.000 homens e mulheres passaram por esses campos, com outros 5.000 entre 1956 e 1962. De acordo com uma testemunha, Belene deteve apenas 7.000 em 1952. Outra estima um total de 186.000 prisioneiros durante esse período. Os números finais permanecem indefinidos.